# Coiffe des rotateurs de l'épaule

1. Clavicule 2. Omoplate (scapula), 3. Épine de la scapula 4. Processus coracoïde 5. Acromion, 6. Humérus ; 7. Articulation acromio-claviculaire 8. Articulation gléno-humérale 9. Bourse synoviale 10. Coiffe des rotateurs : 11. Supra-épineux, 12. Subscapulaire, 13. Infra-épineux, 14. Petit rond. 15. Muscle biceps brachial.

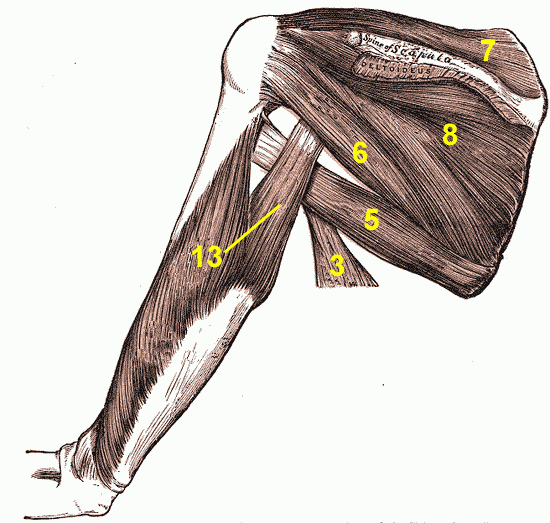
13. correspond à la longue portion du triceps
3. correspond au muscle grand dorsal
5. correspond au muscle grand rond
6. correspond au muscle petit rond
7. correspond au muscle supra-épineux
8. correspond au muscle infra-épineux

La coiffe des rotateurs de l'épaule est l'ensemble musculotendineux formé par les muscles de la coiffe des rotateurs au niveau de l'articulation gléno-humérale constituant  l'épaule. Elle a un rôle important dans la stabilisation de l'articulation, instable par nature.

## Structure
La coiffe des rotateurs de l'épaule est une couche musculotendineuse entre la scapula en dedans et le grand tubercule de l'humérus en dehors. Elle se situé entre le muscle deltoïde et des bourses séreuses au-dessus de l'articulation gléno-humérale.
Elle est composée de la convergence des tendons de quatre muscles qui entourent la capsule scapulohumérale  :
- un muscle rotateur médial (ou interne) :
  - le muscle subscapulaire,
- deux muscles rotateurs latéraux (ou externes) :
  - le muscle infra-épineux,
  - le muscle petit rond,
- un abducteur :
  - le muscle supra-épineux.

On lui adjoint également souvent le tendon du chef long du muscle biceps brachial, qui se fixe sur la glène de la scapula (omoplate) et non sur l'humérus. Ce muscle a toutefois une fonction coaptatrice importante lors de sa contraction. Par exemple, lors du lever d'une charge (mouvement qui applique des forces décoaptatrices sur la tête humérale), le tendon du chef long du muscle biceps brachial se contracte et vient plaquer la tête dans sa glène.

## Fonction
Sa fonction essentielle est d'assurer le maintien, le centrage et la coaptation de l'articulation de l'épaule (coaptation entre la tête humérale et la cavité glénoïdale de la scapula), luttant notamment contre la puissante action subluxante vers le haut du muscle deltoïde.
Les mouvements d'abduction et d'antépulsion sont particulièrement sollicitant pour la coiffe des rotateurs, qui doit contenir l'ascension de la tête de l'humérus au cours de ces mouvements. Les mouvements en rotation interne ou externe du bras, surtout dans le cas d'un mouvement avec force, sont également sollicitant.

## Aspect clinique
La rupture de la coiffe concerne la plupart du temps le muscle supra-épineux (80 %), puis l'infra-épineux (15 %) et enfin le subscapulaire (5 %)
Passé cinquante ans, les tendons de la coiffe des rotateurs deviennent plus fragiles et les risques de rupture s'accroissent, surtout lors de mouvements répétés des bras avec les coudes décollés du corps.